# Nie do przebaczenia
Nie do przebaczenia (oryg. The Unforgiven) – amerykański western z 1960 roku w reżyserii Johna Hustona. Adaptacja powieści Alana Le Maya. Główne role zagrali Burt Lancaster i Audrey Hepburn.
Film nakręcono w stanie Durango w Meksyku.

## Obsada
- Burt Lancaster – Ben Zachary
- Audrey Hepburn – Rachel Zachary
- Audie Murphy – Cash Zachary
- John Saxon – Johnny Portugal
- Charles Bickford – Zeb Rawlins
- Lillian Gish – Mattilda Zachary
- Albert Salmi – Charlie Rawlins
- Joseph Wiseman – Abe Kelsey
- June Walker – Hagar Rawlins
- Kipp Hamilton – Georgia Rawlins
- Arnold Merritt – Jude Rawlins
- Doug McClure – Andy Zachary
- Carlos Rivas – Lost Bird